# Secteur 3 (Bucarest)
Le secteur 3 est l'une des six divisions administratives de la ville de Bucarest, capitale de la Roumanie.

## Géographie
Le secteur s'étend sur 3 400 hectares dans la partie sud-est de la ville. Il est limitrophe des secteurs 2 au nord, 4 au sud et 5 à l'ouest.

## Délimitation
À partir de l'intersection avec les boulevards de la République et Gheorghe Gheorghiu-Dej avec Calea Victoriei :
- Limite nord : Boulevard de la République jusqu'au boulevard Khristo Botev, Boulevard Hristo Botev (inclus) à la rue Negustori, rue Negustori à l'intersection avec la rue Mântuleasa, rue Mântuleasa jusqu'à la rue Romulus, rue Romulus (tout exclu) jusque Calea Călarași, Calea Călarași jusqu'à l'intersection avec la Șos. Mihai Bravu, Piața Muncii, dans la continuité du Boulevard Muncii jusqu'à la rue Morarilor, rue Morarilor (exclue) jusque l'intersection  avec la Șos. Vergului, Șos. Vergului (exclue) jusqu'à la Șos. Pantelimon, Șos. Pantelimon (exclue) jusqu'à la rivière Colentina, suivant la rivière Colentina jusqu'à la rue Peleș (tout inclus)
- Limite est : Rue Peleș (incluse), passage de la gare C.F.R. de Cațelu, par la ligne ferroviaire Bucuresti-Oltenița, rue Ghețu Anghel jusqu'à la limite nord de Cațelu, commune de Glina. De cet endroit suivre la limite nord de Cațelu jusqu'au Boulevard Ion Sulea, par la limite Est du dépôt R.A.T.B., par la limite sud un accès au dépôt et à la base de production du Ministère de la Construction, de là une ligne conventionnelle vers le sud, la limite s'inscrivant jusqu'à la rivière Dâmbovița.
- Limite sud : le long de la Dâmbovița jusqu'à la place des Nations unies (exclue).
- Limite ouest : Calea Victoriei (incluse) jusque l'intersection d'accès au boulevard Gheorghe Gheorghiu-Dej avec le boulevard de la République.

## Politique
| Parti                           | Sièges |
| ------------------------------- | ------ |
| Alliance USR-PLUS (USR-PLUS)    | 9 / 31 |
| Parti social-démocrate (PSD)    | 8 / 31 |
| Parti national libéral (PNL)    | 7 / 31 |
| Pro Romania (PRO)               | 5 / 31 |
| Parti Mouvement populaire (PMP) | 2 / 27 |

### Liste des maires
| Nom                 | Parti | Parti | Début du mandat | Fin du mandat |
| ------------------- | ----- | ----- | --------------- | ------------- |
| Constantin Tutunaru |       | PNȚCD | 1992            | 1996          |
| Sorin Paliga        |       | Ind   | 1996            | 2000          |
| Eugen Pleșca        |       | PSD   | 2000            | 2004          |
| Liviu Negoiță       |       | PDL   | 2004            | 2012          |
| Robert Negoiță      |       | PSD   | 2012            | 2024          |

## Démographie
Avec une population de 385 439 personnes selon le recensement de 2011, le secteur 3 est le plus peuplé de Bucarest. 85,86 % de la population s'y identifient comme Roumains, 1,05 % comme Roms, les 0,17 % comme Hongrois, et les 0,17 % comme Turcs (11,97 % de la population ne souhaitant répondre à la question).